# Salvador Alarcón Horcas
Salvador Alarcón Horcas (Baena - Madrid, 13 de agosto de 1936), fue un jurista y escritor español.
Fue arrestado y asesinado en Madrid por un grupo de milicianos del bando frentepopulista al comienzo de la guerra civil española, después de que un periódico publicase que había participado en el proceso judicial contra el golpe de Estado de 1934. Fue nombrado Hijo Predilecto de Baena el 5 de febrero de 1949.

## Biografía

### Carrera judicial
Juez y fiscal en Sevilla, destacando como instructor del caso del famoso incendio y, posterior saqueo, de la iglesia parroquial de San Julián en Sevilla (1932).
Fue juez especial del sumario instruido contra Manuel Azaña por su participación en la Revolución de 1934 contra las instituciones republicanas. 
Posteriormente, y hasta su asesinato, fue magistrado del Tribunal Supremo en la Segunda República, a la que le fue siempre fiel.

### Asesinato
Al comienzo de la Guerra Civil, cuando era magistrado del Tribunal Supremo de la Segunda República, el diario  madrileño de ideología marxista Claridad publicó que Salvador Alarcón había ejercido dos años antes como juez especial en el sumario seguido contra Manuel Azaña, por su participación en la revolución de 1934 contra las instituciones republicanas.
Unos días después, el 13 de agosto de 1936, es detenido por milicianos del Frente Popular y posteriormente asesinado en la Casa de Campo de Madrid.

## Obras escritas

### Obras como autor
Escribió diversas obras sobre derecho del trabajo.
- Accidentes del trabajo: (Teoría y práctica de la responsabilidad), Reus, 1923. Obra escrita en colaboración con el magistrado y fiscal Antonio Rodríguez Martín (1859-1932).
- Contratos de trabajo y de aprendizaje, Reus, 1927
- Accidentes del trabajo y jurisdicción industrial, Reus, 1929

### Discursos y conferencias
- Discurso pronunciado por Don Salvador Alarcón y Horcas... en el acto de la solemne adjudicación de premios...: Real Asociación de Maestros de Primera Enseñanza San Canáno... Tomo VIII de la 2a. serie. 16 pp. Editado por Eulogio de las Heras, 1923.